# Alouette 2
Alouette 2 – kanadyjski satelita naukowy, służący do badania jonosfery. Do prowadzenia badań używano dwóch rozwijanych anten, o długości 22 i 73 metrów. Na pokładzie satelity nie było urządzeń zapisujących dane, dlatego pomiary mogły być przekazywane na Ziemię jedynie w czasie przelotu nad stacjami odbiorczymi. Satelitę przestano użytkować w 1975 roku.

## Zobacz też

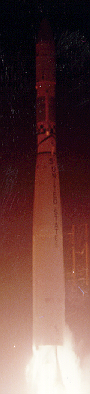
Start rakiety Thor SLV-2 Agena B z satelitą Alouette 2.